# الشركة السعودية للأسماك
الشركة السعودية للأسماك هي شركة مساهمة سعودية، تأسست في الرابع عشر من مارس عام 1981، ويبلغ رأس مال الشركة مئتان مليون ريال سعودي، تقوم الشركة بالقيام بصيد الأسماك وإستزراع الروبيان واستثمار الثروات المائية الحية وتصنيعها وتسويقها على النطاقين المحلي والعالمي. وتساهم فيها الدولة بنسبة 40% ممثلةً بصندوق الاستثمارات العامة والملكية المتبقية للمستثمرين الأفراد بنسبة 60%.